# 22 (Sarah McTernan)
22 è un singolo della cantante irlandese Sarah McTernan, rivelato l'8 marzo 2019 e pubblicato commercialmente il successivo 29 marzo su etichetta discografica Universal Music Group. È stato scritto e composto da Janieck Devy, Marcia "Misha" Sondeijker e Roel Rats.
Il brano è stato selezionato internamente dall'ente radiotelevisivo nazionale RTÉ per rappresentare l'Irlanda all'Eurovision Song Contest 2019 a Tel Aviv, in Israele. Qui si è esibita nella seconda semifinale del 16 maggio, ma non si è qualificata per la finale, piazzandosi ultima su 18 partecipanti con 16 punti totalizzati, di cui 3 dal televoto e 13 dalle giurie.

## Tracce
Download digitale
1. 22 – 2:53